# 舒瓦瑟尔
舒瓦瑟尔（法語：Choiseul，法語發音：[ʃwazœl]）是法国上马恩省的一个市镇，属于肖蒙区。该市镇总面积8.63平方公里，2009年时的人口为94人。舒瓦瑟尔家族即得名于此。

## 地理
舒瓦瑟尔（48°3'31"N, 5°34'3"E）面积8.63 平方千米，位于法国大東部大區上马恩省，该省份为法国东北部内陆省份，北起马恩省和默兹省，西接奥布省，西南接科多尔省，东南接上索恩省，东临孚日省。
与舒瓦瑟尔接壤的市镇（或旧市镇、城区）包括：梅雷、瓦勒德默兹、巴松库尔、巴西尼地区布勒瓦讷。

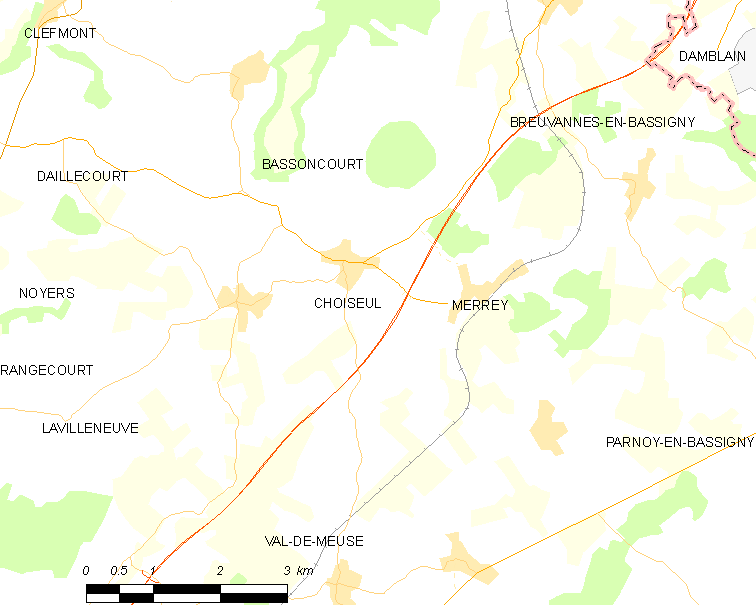
舒瓦瑟尔的OSM定位图

舒瓦瑟尔的时区为UTC+01:00、UTC+02:00（夏令时）。

## 行政
舒瓦瑟尔的邮政编码为52240，INSEE市镇编码为52127。

## 政治
舒瓦瑟尔所属的省级选区为波旁莱班县。

## 人口

1962-2008年间舒瓦瑟尔人口变化图示

舒瓦瑟尔于2022年1月1日时的人口数量为78人。